# Theodor Lipps
Pour les articles homonymes, voir Lipps.
 (juillet 2019).
Theodor Lipps (28 juillet 1851 à Wallhalben – 17 octobre 1914 à Munich, est un philosophe et un psychologue allemand. 

## Activités scientifiques et éditoriales
Il est connu comme un des principaux représentants du psychologisme en Allemagne. Il était l'un des professeurs les plus influents des universités d'Allemagne, fondateur de l'Institut de psychologie de l'Université de Munich en 1913. Il développa une philosophie de l'art et de l'esthétique. Il pensait que chaque état a son niveau de conscience, lesquels sont plus ou moins liés à des aspects négatifs. Il développa la notion d'empathie (traduction d'Einfühlung, un terme forgé par Robert Vischer en 1873). Puis il s'approcha du courant de la phénoménologie d'Husserl. Certains de ses étudiants, en désaccord avec les théories freudiennes, suivirent Edmund Husserl et développèrent une phénoménologie de l'essence. Freud fut un lecteur de ses ouvrages.

## Publications
- Grundtatsachen des Seelenlebens, Bonn, Cohen, 1883
- Optische Streitfragen. Zeitschrift für Psychologie und Physiologie der Sinnesorgane, 1892
- Raumästhetik und geometrisch-optische Täuschungen, Leipzig, JA Barth, 1897
- Komik und Humor: Eine psychologisch-ästhetische Untersuchung, Hamburg, L Voss, 1898
- Vom Fühlen, Wollen und Denken (1902)
- Ästhetik: Psychologie des Schönen und der Kunst: Grundlegung der Ästhetik, Erster Teil. Hamburg, L Voss, 1903
- Einfühlung, innere Nachahmung, und Organempfindungen, 1903
- Leitfaden der Psychologie (1903)
- Einfühlung und ästhetischer Genuss, 1906